# Чуртах
Чуртах — мале село в Лакському районі Дагестану. Самоназва — «ЧІурттащи»
За усними переказами та топонімічним аналізом сьогоднішнє розташування села є третім за рахунком. Перше поселення з'явилося в середині першого тисячоліття н. е. в місцевості північного склону гори ВацІилу неподалік села Хуна, де донині збереглися назви місцевостей, що нагадують про Чуртах: ЧІурттар, ЧІурттаялу, ЧІуртта ратІ, ПартІу ратІ, ПартІувалу. ПартІу-Патимат — легендарна героїня, яка боролася проти завойовника Тамерлана була з села Чуртах. Меморіальний камінь в річницю звільнення був покладений у воріт школи нинішнього села. Друге розташування села було більш захищеним від завойовників та природних умов, близько до лісу та води в місцевості Нуцаялу, за 500 метрів від сьогоднішнього поселення села коло річки Жахпар.
За даними обліку 1936 року: «На кожне з 370 подвір'їв припадало по одній корові, одній курці та 5-10 овець, на кожні 5 — по коню чи віслюку».
Колективізація вдалась після другої спроби. Добросовісні та працелюбні селяни чинили потужний опір. Вже після формування колгоспу постраждало ще 12 нівчім невинних людей (найвміліші майстри): Гусейн Забіуллах, Гаджі Гаджі-Муталіб, Дібір Якуб, Магомед Ісмаіл, Міхіта Ніязбаг, Магомед Магомед, Магомед Бадаві, Камін Камін, Кадир Абдул-Кадир, Султан Мажід, Султан Рашід, Шапі Шапі. В 1939 році з села переселено 74 сімей в село Аксай Хасавюртівського району та на хутір Євгеніівка (після розстрілу німців, що тут мешкали). В 1944 році в село Альтімірза Аухівський район Республіки Чечня (після депортації чеченців в Казахстан). А пізніше ще й в місцевість північніше Махачкали.
З 1930 року в селі діє школа. Зараз там навчаються 32 учні (в тому числі з сіл Кулушац та Чітур). Були часи коли це число перевищувало 200.